# 烏雷縣 (科羅拉多州)
烏雷县（英語：Ouray County）是美國科羅拉多州西南部的一個縣。面積1,404平方公里。根據美國2000年人口普查，共有人口3,742人。縣治烏雷（Ouray）。
成立於1877年1月18日。縣名紀念一位猶他族同名的酋長。